# 티모시의 법
티모시 법안은 뉴욕 주 법령에 대해 쓰이는 단어인데 조지 이 파타키 주지사에 의해 2006년 12월 22일에 법으로 서명되었고 2007년 1월 1일에 공포되었다.
주정부에서 팔린 건강 보험이 정신 건강 질병에 대해 비슷한 보장을 하도록 강제하는데 그것이 신체적 질병에 대해 하듯이 말이다. 
이것은 보통 정신 건강 평등으로 불린다.